# گمینا بیاوا پودلاسکا
گمینا بیاوا پودلاسکا (به لهستانی:  Gmina Biała Podlaska) یک گمینا در لهستان است که در شهرستان بیاوا پودلاسکا واقع شده‌است. گمینا بیاوا پودلاسکا ۳۲۴٫۷۶ کیلومتر مربع مساحت و ۱۳٬۸۴۸ نفر جمعیت دارد.